# ルートヴィヒスハーフェン・アム・ライン
ルートヴィヒスハーフェン・アム・ライン (ドイツ語: Ludwigshafen am Rhein) は、ドイツのラインラント＝プファルツ州にある都市。
ライン川の西岸に位置し、対岸にはバーデン＝ヴュルテンベルク州北西部の都市マンハイム、北東部にはロルシュがある。単にルートヴィヒスハーフェン (ドイツ語: Ludwigshafen) とも呼ばれる。人口は約18万人である。世界最大の総合化学メーカーであるBASF社の本社が置かれている。

## 地形
住民構成は、中部ドイツ語のうちプファルツ語に属するクーアプファルツ語を言語とする話者が多い。

## 姉妹都市
以下の都市と姉妹都市協定を結んでいる。
- パサデナ（アメリカ合衆国）1948年
- ロリアン（フランス）1963年
- ヘイヴァリング・ロンドン特別区（イギリス）1971年
- スムカイト（アゼルバイジャン）1987年
- デッサウ（ドイツ、2007年からはデッサウ＝ロスラウ（ドイツ語版））1988年
- アントウェルペン（ベルギー）1999年
- ガズィアンテプ（トルコ）2012年

## 出身有名人
- ヘルムート・コール - 政治家
- アンドレ・シュールレ - サッカー選手

## ギャラリー

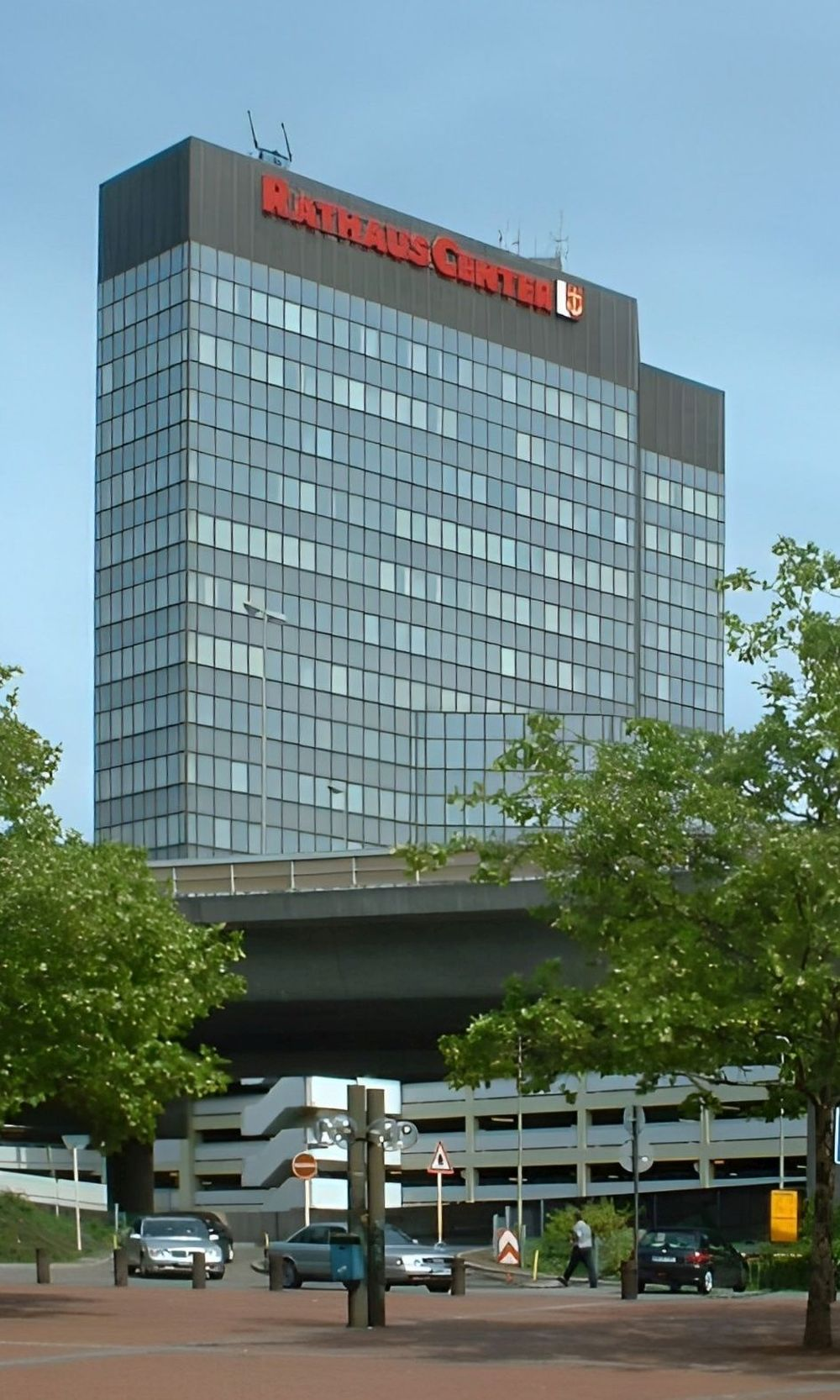
ラトハウスセンター (市庁)
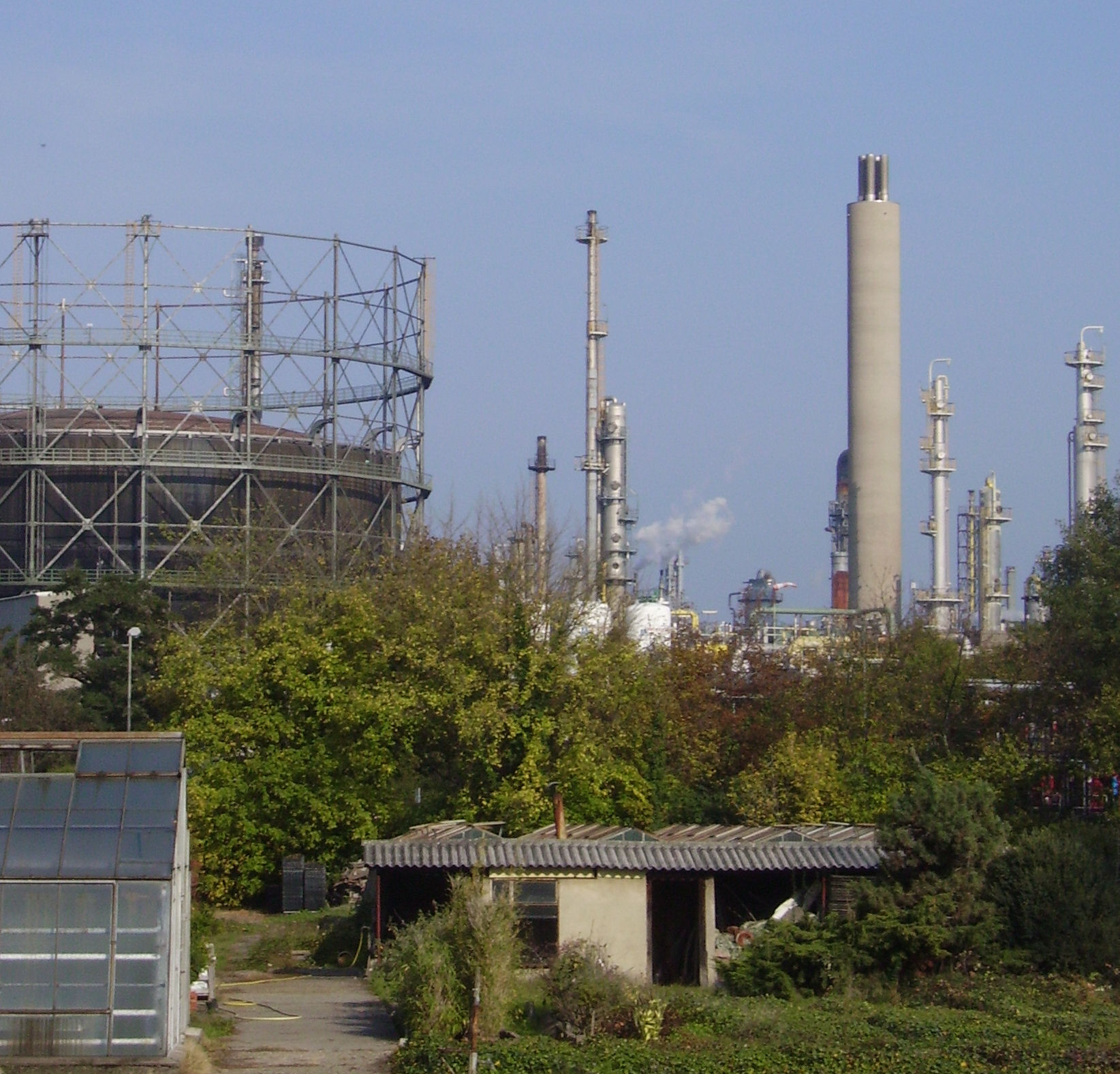
BASF （ビーエーエスエフ)
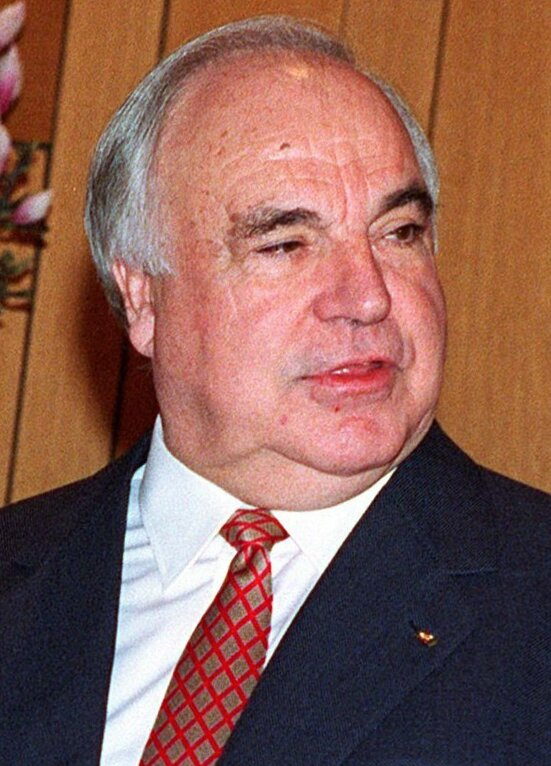
ヘルムート・コール (Helmut Kohl)
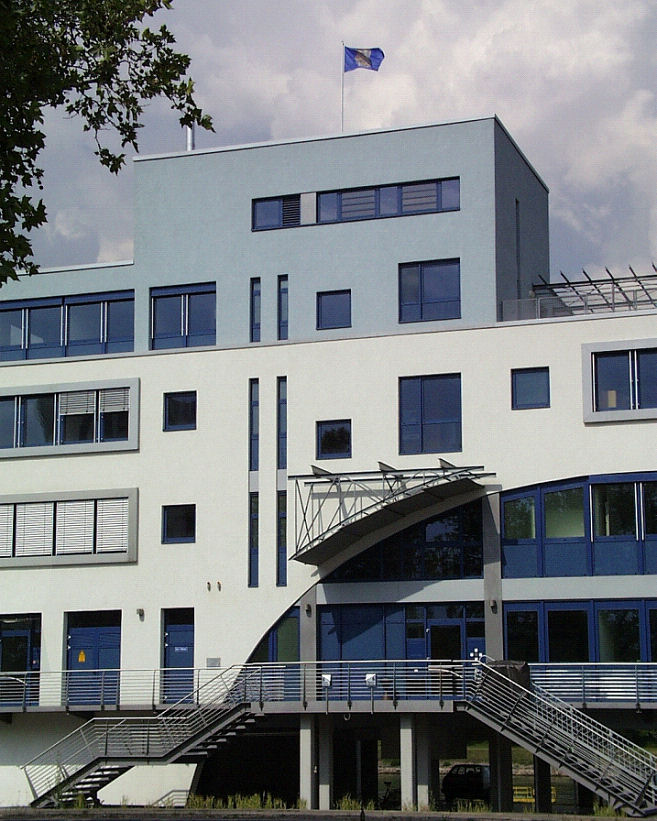
東アジアセンター (East Asia Institute)

## 行政区
ルートヴィヒスハーフェンは10地区で構成されている。
|  |  |  |  | Friesenheim フリーゼンハイム    |
|  |  |  |  | Gartenstadt 田園都市            |
|  |  |  |  | Maudach マウダッハ              |
|  |  |  |  | Mundenheim ムンデンハイム       |
|  |  |  |  | Nördliche Innenstadt 北中心地区 |
|  |  |  |  | Oggersheim オガースハイム       |
|  |  |  |  | Oppau オッパウ                  |
|  |  |  |  | Rheingönheim ラインゲンハイム   |
|  |  |  |  | Ruchheim ルッフハイム           |
|  |  |  |  | Südliche Innenstadt 南中心地区  |

## 引用
1. ↑  Statistisches Landesamt Rheinland-Pfalz – Bevölkerungsstand 31. Dezember 2023, Landkreise, Gemeinden, Verbandsgemeinden
2. ↑  都市公式サイト奥付の公式表記
3. ↑  http://www.ludwigshafen.de/lebenswert/stadt-am-rhein/partnerstaedte/
4. ↑  http://www.ludwigshafen.de/lebenswert/stadt-am-rhein/stadtteile/